# 日隆 (本門法華宗)
日隆（にちりゅう）（至徳2年10月14日（1385年11月17日） -寛正5年2月25日（1464年4月1日））は、室町時代の法華宗（日蓮宗）の僧。 本能寺、 本興寺両山の開祖。
幼名は長一丸。諱は桃井長尚。号は深円・慶林坊・精進院。八品派（本門法華宗・法華宗本門流）の祖。本門佛立宗では「門祖」と称えられている。

## 生涯
- 至徳二年（1385年）10月14日、桃井尚儀と妻益子の二男として越中国射水郡（現・富山県射水市）浅井郷島村に生まれる。日隆出生にあたり、父尚儀が、八幡大菩薩から宝剣長一丸を授かったことから幼名は長一丸と名付けられた。

- 応永三年（1396年）遠成寺・日深を師として出家。その後、叔父の日存を京都に尋ねて入門し、深円と号す。応永九年（1402年）、妙本寺寺主（現・妙顕寺）日霽に師事して修学。名を日隆と改める。妙本寺は、七堂伽藍を再建して二百人の寺衆を抱えて繁栄していたが、応永十七年（1410年）、貴族出身の月明が寺主になると、月明は非法を繰り返して寺内で対立が激化。日隆は本迹勝劣を主張し、妙本寺を退出。

- 高野山や園城寺、四天王寺等で修行し、五条西洞院の像師堂（現・妙蓮寺）で研鑚。応永二十二年（1415年）小袖屋宗句の寄進により、本応寺（現・本能寺）を建立したが、本応寺も月明の迫害に追われた。

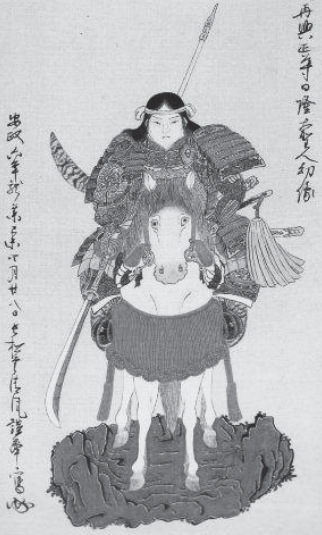
日隆の得度以前の姿を現した若武者絵

- この頃、越中の桃井家では家臣の反乱（桃井騒動）のため、家老の中村元成から還俗する様に要請されたが、日隆はこれを断り、代わりに自身の幼い頃の若武者絵を託して中村元成に統治を任せ、反乱は平定された。応永二十三年（1416年）には、一旦、故郷越中に帰り、近隣の人達に法話を行ったところ、中村元成はこれに感銘を受けて禅宗から法華宗に改宗、邸内に一寺を建立したという。

- 応永三十年（1423年）細川満元や商人らの寄進により、尼崎本興寺を建立。この頃、京都では、桃井家出身の叔父で師の日存、日道が入滅し、京都町衆の中で日隆の帰洛を要請する声が高まったため再び上洛。

- 応永三十年（1426年）には越中に帰国して日存、日道を、富山県布市の桃井家菩提寺に埋葬し、中村元成の三回忌を終えた。京都への帰路、越前丹生（福井県越前市朝日町）で桃井氏縁者の桃井直詮に面会。敦賀に向かうが、暴風雨に遭い、越前敦賀市の杉津に漂着した。

- 都に戻った日隆は、応永五年（1433年）に洛中に本能寺を建立。宝徳三年（1451年）に大阪堺の錺屋、木屋の篤信者により顕本寺を建立[2]。

- 寛正五年（1464年）本興寺で入滅。享年81。日隆は生涯に渡り、3千余帖（363巻）の著述を残し、16箇寺の寺院を建立した［３］。

## 関連史跡
- 本能寺（京都）
- 本興寺（尼崎）
- 立正寺（甲州）
- 光長寺（駿州）
- 誕生寺（越中）
- 本光寺（越中）